# AlertesInfos
AlertesInfos est un média hybride lancé en 2018.

## Historique
AlertesInfos est lancé en 2018 par un jeune étudiant. Il reprend le nom d'un compte homonyme lancé en 2017 et depuis renommé Brèves de presse. Il gère le compte seul.

## Critiques
Il est critiqué en 2018 par Libération pour avoir relayé des fake news.
Les médias hybrides, notamment AlertesInfos sont accusés, notamment par les journalistes, de « pill[er] les informations », notamment quand son gérant a publié le montant de sa rémunération par Twitter,.